# Jarmo Kärnä
Jarmo Kalevi Kärnä (né le 4 août 1958 à Valtimo) est un athlète finlandais, spécialiste du saut en longueur. 

## Biographie
Il se qualifie pour la finale des championnats du monde de 1987 grâce à un saut à 8,06 m. Il termine 14e de la compétition.
En 1989 il établit un record national en salle de 8,08 m. En plein air il égale le record de Finlande détenu depuis 1966 par Rainer Stenius, avec 8,16 m.

### Palmarès
| Date | Compétition                    | Lieu     | Résultat | Performance |
| ---- | ------------------------------ | -------- | -------- | ----------- |
| 1983 | Championnats d'Europe en salle | Budapest | 6e       | 7,73 m      |
| 1987 | Championnats d'Europe en salle | Liévin   | 6e       | 7,95 m      |
| 1988 | Championnats d'Europe en salle | Budapest | 6e       | 7,72 m      |
| 1988 | Jeux olympiques                | Séoul    | 10e      | 7,82 m      |
| 1989 | Championnats d'Europe en salle | La Haye  | 6e       | 7,94 m      |
| 1990 | Championnats d'Europe en salle | Glasgow  | 6e       | 7,83 m      |
| 1990 | Championnats d'Europe          | Split    | 5e       | 7,95 m      |
| 1992 | Championnats d'Europe en salle | Gênes    | 3e       | 7,96 m      |

#### National
- 8 titres : 1982-1985, 1987, 1988, 1990, 1991[2]

- 9 titres en salle : 1982-1988, 1990, 1992[3]

### Records
| Épreuve          | Épreuve      | Performance | Lieu  | Date            |
| ---------------- | ------------ | ----------- | ----- | --------------- |
| Saut en longueur | En plein air | 8,16 m      | Riga  | 4 juin 1989     |
| Saut en longueur | En salle     | 8,08 m      | Solna | 12 février 1989 |